# شمن بزرگ گا دو شیم
شمن بزرگ گا دو شیم (انگلیسی: The Great Shaman Ga Doo-shim; کره‌ای: 우수무당 가두심) یک مجموعه اینترنتی محصول کره جنوبی سال ۲۰۲۱ با بازی کیم سه رون و نام دا روم است. این مجموعه از ۳۰ ژوئیه تا ۸ اکتبر ۲۰۲۱، ساعت ۲۰:۰۰ (کی‌اس‌تی) از کاکائو تی‌وی و سه ساعت بعد از وبگاه استریم محلی واچا پخش شد. به صورت بین‌المللی، این مجموعه توسط آی‌چی‌یی (در جنوب شرق آسیا و تایوان) و ویکی (در ایالات متحده، اروپا، خاورمیانه، اقیانوسیه و هند) توزیع شد.